# ニジェールにおけるLGBTの権利
ニジェールにおけるLGBTの権利（ニジェールにおけるLGBTのけんり）では、ニジェールにおけるLGBTの法的状況について扱う。
ニジェールでは、同性愛行為そのものは違法ではない。ただし同性婚は認められておらず、性的指向に関する差別からの法的な保護も特に定められていない。また、2008年12月18日に第63回国連総会に提出された「性的指向と性自認に関する宣言(英語: UN declaration on sexual orientation and gender identity)」に関してはシリアによる反対声明に賛同している。